# Joaquim Casas i Carbó
Joaquim Casas i Carbó, també conegut com a Joaquim Casas-Carbó, (Barcelona, 22 de febrer de 1858 - 10 de maig de 1943) fou un advocat, editor i escriptor català. Fill dels empresaris Joaquim Casas i Gatell i Madrona Carbó i Ferrer, i cosí germà del pintor Ramon Casas i Carbó. Al costat del seu amic Pompeu Fabra, fou un dels principals responsables de la campanya lingüística (1890) a la revista L'Avenç que va posar les bases de la normativització de la llengua catalana. També va escriure articles polítics i va realitzar nombroses traduccions. Milità en el moviment catalanista —de la Lliga Regionalista passà al Centre Nacionalista Republicà (1906)— però fou marginat pel Noucentisme.
Publicà els llibres Catalònia (Assaigs nacionalistes) (1908), Set Odes (1933), El problema peninsular (1933), Blancs, negres, grocs (1935), Del present i del pròxim avenir (1935).

## Precursor del discurs sociolingüístic
El 1891 va publicar un assaig on va defensar l'origen cèltic dels catalans. Va realitzar una conferència a l'Ateneu Barcelonès el dia 23 d'abril de 1896 amb el títol "Catalunya trilingüe". La intervenció fou publicada junt amb un "Auto-comentari" signat el 13 de març de 1908 en el llibre Catalònia (Assaigs nacionalistes) Crida l'atenció el subtítol de la conferència "Estudi de biologia lingüística", coherent amb l'època en què es va escriure. Avui seria considerat un estudi sociolingüístic. Aquest assaig és una reflexió de la situació, els orígens i les perspectives de la situació sociolingüística catalana, en la línia del que farà posteriorment Delfí Dalmau. La rigorositat del termes emprats i la minuciosa anàlisi de la realitat i dels orígens d'aquesta realitat s'aparta totalment del discurs efusiu de cert catalanisme i forma part del que podríem anomenar el discurs de la modernitat que travessa tot el segle xx. En l'assaig hi predomina l'anàlisi i la descripció de la realitat i dels mecanismes sociopolítics i psicosocials que hi intervenen. Delimita acuradament el domini lingüístic del català "llengua autòctona i que com a tal dona caràcter de nacionalitat" enfront del castellà i el francès "llengües importades i que amb caràcter purament complementari viuen superposades a la catalana dins d'aquest territori".
Usa el concepte de superposició, adoptat posteriorment per la sociolingüística i es refereix a la "col·lectivitat lingüística" com a sinònim de comunitat lingüística. L'autor descriu teòricament la situació d'un idioma normalitzat, d'una llengua nacional i conclou que per tal que algun parlant pugui continuar conservant l'ús de la seva llengua dins d'una comunitat on la llengua nacional i general és una altra, haurà d'utilitzar mecanismes defensius.
Un altre dels mecanismes sociolingüístics -que anomena lleis- de "les relacions entre dugues llengües en contacte" és "la llei de la imitació i del respecte de l'inferior al superior". Amb la qual cosa s'avança més de seixanta anys als escrits de Rafael Lluís Ninyoles (v. Conflicte lingüístic valencià, 1969 i Idioma i prejudici, 1971). Casas-Carbó presenta quatre models d'estat segons la diversitat sociolingüística i la política lingüística que practiquen: 
1. L'estat unilingüe: "no necessita llengua complementària". El model seria la Gran Bretanya, on l'anglès "fora un món a part" i on la producció i el consum en anglès està assegurada. Per aquesta raó d'auto-suficiència, considera que els parlants tenen un "gran menyspreu per les altres llengües: com que les necessiten tan poc!".
2. L'estat petit unilingüe (homogeni): "necessita una llengua complementària, que acostuma a ésser la del poble superior que se li assembla més...". I posa l'exemple de Suècia, Noruega, Dinamarca i Països Baixos que tenien l'alemany com a llengua complementària.
3. L'estat multilingüe (heterogeni): en els quals hi ha "la lluita per la vida entre les diverses llengües... forta, encarniçada". En aquests casos, s'adona que "quasi sempre n'hi ha una que pretén ésser preponderant i absorbent, i sol ésser la de l'agrupació que té l'hegemonia política dins l'Estat".